# نوشیدنی الکلی

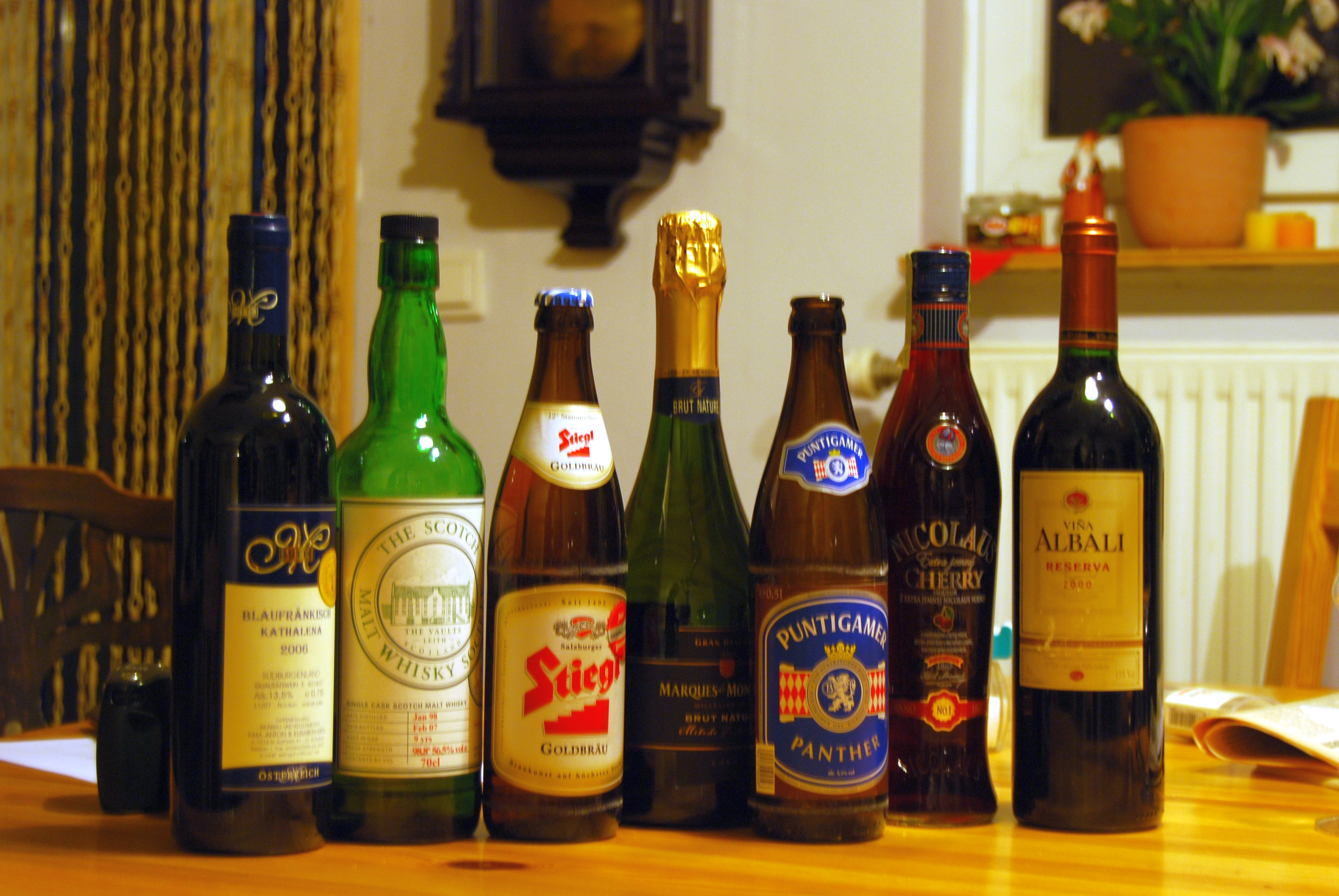
انواع مختلفی از نوشیدنی‌های الکلی: شراب قرمز، ویسکی مالت، لاگر، شراب گازدار و لیکور

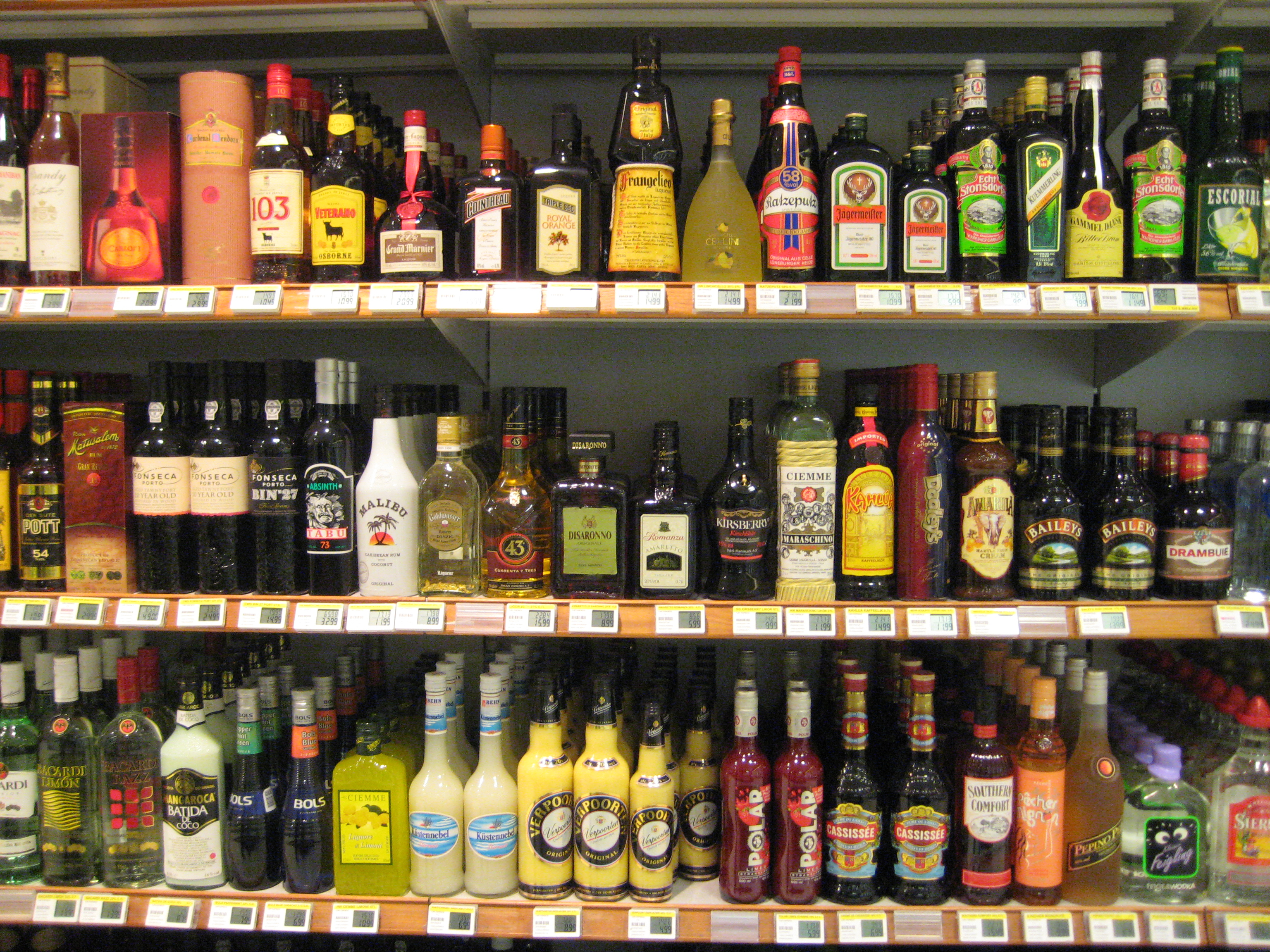
نوشیدنی‌های الکلی

نوشیدنی‌های الکلی یا مشروبات الکلی نوشیدنی‌هایی هستند که حاوی مقدار قابل‌توجهی اتانول (به صورت غیررسمی الکل) هستند، که عوارض آن در دوزهای پایین شامل سرخوشی، کاهش اضطراب و خوش مشربی و در دوزهای بالا شامل مستی، بهت و ناهشیاری است. استفادهٔ طولانی مدت و سوءمصرف الکل می‌تواند منجر به وابستگی جسمی و الکلیسم شود.
نوشیدن الکل نقش اجتماعی مهمی را در بسیاری از فرهنگ‌ها ایفا می‌کند. بیشتر کشورها قوانینی برای تنظیم تولید، فروش و مصرف آن‌ها دارند. با این حال، نوشیدنی‌های الکلی در اکثر نقاط جهان قانونی است. فروش صنعت نوشیدنی‌های الکلی در جهان ۱۵۰۰میلیارد دلار بوده‌است
این نوشیدنی‌ها به سه گروه اصلیِ آبجوها، شراب‌ها و نوشیدنی‌های تقطیری تقسیم می‌شوند. آبجو همان ماءالشعیر هست که ۵ درصد الکل دارد. شراب نوعی نوشیدنی هست که از انگور سفید یا قرمز گرفته می‌شود و بسته به نوع انگور، رنگ شراب قرمز یا سفید می‌شود. مشروب دارای 12 درصد الکل می‌باشد. نوشیدنی‌های تقطیری همان عرق هستند که دارای الکل بالای 30 درصد هستند.
مشروبات الکلی که با تخمیر جو به دست می‌آید آبجو محسوب می‌شوند، آنهایی که از تخمیر انگور به دست می‌آیند، شراب و آنهایی که با تخمیر غلات و میوه‌ها و سپس تقطیر آن‌ها به منظور بالا بردن درصد الکل درست می‌شوند، مشروباتی مانند ویسکی و ودکا هستند. اما این تعاریف شامل بسیاری از مشروبات الکلی نمی‌شوند. سازمان بهداشت جهانی مثلاً «سیدر» که از تخمیر سیب و گلابی درست می‌شود یا «ساکی» که با تقطیر برنج به دست می‌آید را در زمره «دیگر» مشروبات الکلی طبقه‌بندی کرده‌است. همچنین شراب‌های غنی شده مانند پورت که با روش تخمیر دوگانه تقویت می‌شوند نیز در بین مشروبات «دیگر» طبقه‌بندی کرده‌است.

## مصرف الکل در کشورهای جهان

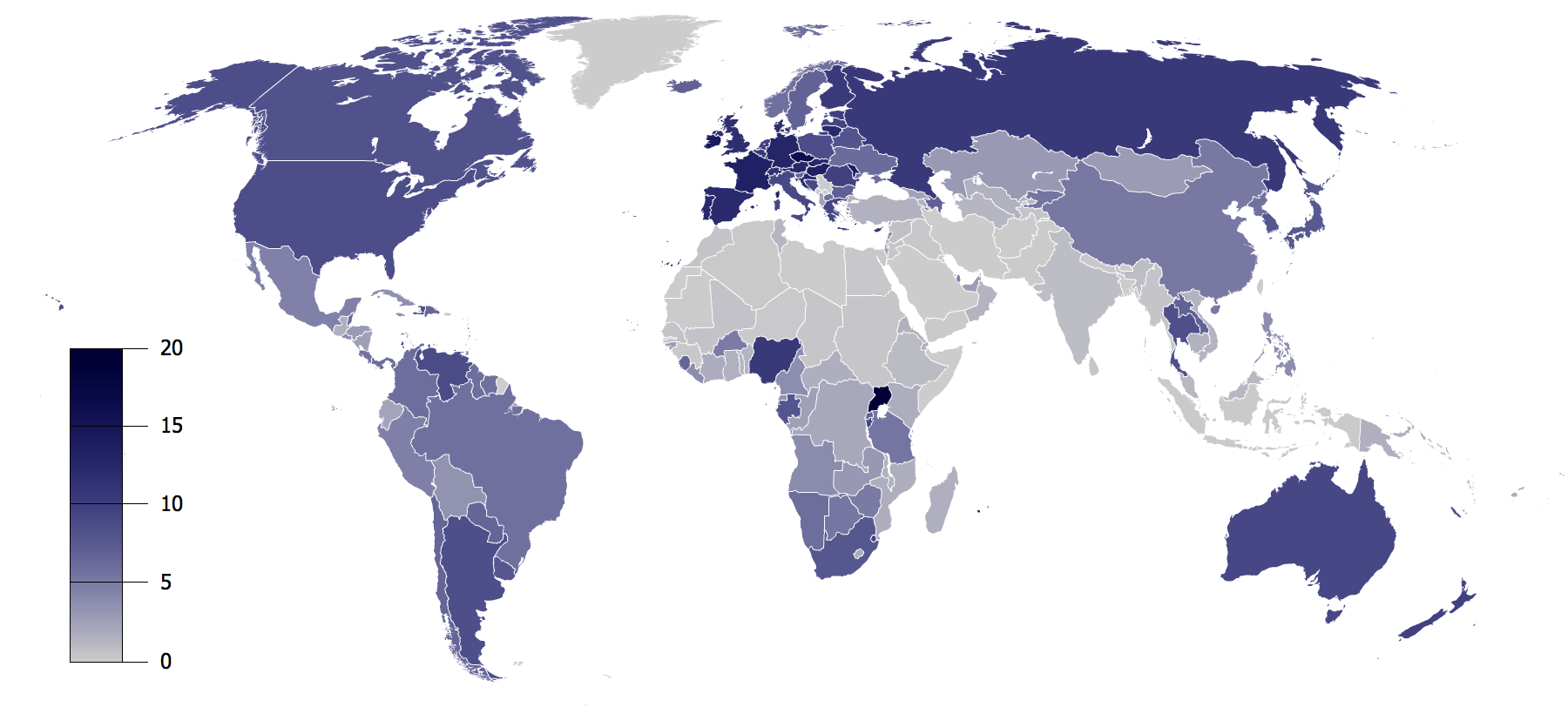
مصرف سرانهٔ الکل (سن ۱۵ یا بالاتر)، در هر سال، در کشورها بر اساس لیتر الکل خالص.

## مصرف الکل در ایران
بعد از انقلاب اسلامی ایران، تولید و مصرف نوشیدنی‌های الکلی غیرقانونی و جزو اقلام قاچاق اعلام شد مطابق مواد ۷۰۲ و ۷۰۳ قانون مجازات اسلامی، تولید و فروش مسکرات و مشروبات الکلی برای تمامی آحاد جامعه اعم از مسلمان یا اقلیت‌های مذهبی ممنوع و غیرقانونی اعلام شد. همچنین تمام شرکت‌های ایرانی تولیدکننده الکل مانند میکده قزوین مختل و کارکنان آنان دستگیر یا بیکار شدند و به جای آن‌ها اماکنی مانند فرهنگ‌سرا تأسیس گردید. در ایران افراد مستی که موجب سلب امنیت اجتماعی و فردی دیگران شوند، در دفعهٔ اول و دوم ۸۰ ضربه شلاق حد دارند و برای بار سوم اعدام می‌شوند. البته این قانون تبصره‌هایی نیز دارد. بعد از سال ۱۳۵۷ تعیین میزان مصرف مواد الکلی در ایران همواره در هاله‌ای از ابهام قرار داشته‌است و همواره گزارش‌های ضد و نقیضی اعلام می‌شود. اگر چه مصرف و تولید الکل به‌طور قانونی ممنوع است ولی به صورت زیرزمینی و مخفی مصرف می‌شود. همچنین مدیرکل حوزه ریاست سازمان پزشکی قانونی کشور اعلام کرده‌است که در ایران، ۵ استان: تهران، البرز، اصفهان و کرمانشاه بیش‌ترین مصرف الکل را به خود اختصاص داده و در مقابل بوشهر، سیستان و بلوچستان، چهار محال و بختیاری و مرکزی نیز بر اساس آمارهای سال ۱۳۹۰ کم‌ترین مصرف را در حوزه الکل دارند. در بعضی از شهرهای ایران مانند رفسنجان و سیرجان، عده‌ای از مردم با مصرف نوشیدنی‌های الکلی غیر مرغوب و دست‌ساز که حاوی متانول بودند، باعث مسمومیت و حتی مرگ خود شدند.

## تأثیر بر سلامتی
براساس پژوهشی جهانی که در در نشریه لنست منتشر شد، مصرف الکل هر چقدر هم کم برای سلامتی مفید نیست و بهترین توصیه پرهیز کامل از نوشیدن الکل است. این پژوهش نتیجه بررسی مصرف الکل در افراد ۱۵ تا ۹۵ سال در ۱۹۵ کشور دنیا بین سال‌های ۱۹۹۰ تا ۲۰۱۶ است که در آن کسانی را که اصلاً الکل نمی‌نوشند با کسانی مقایسه کردند که روزی یک نوشیدنی الکلی می‌نوشند.
این تحقیق الکل را مهم‌ترین عامل خطرساز در بار جهانی بیماری‌ها (Disease burden) می‌داند و می‌گوید مرگ به تمام علت‌ها و به خصوص سرطان با افزایش مصرف الکل بیشتر می‌شود بنابراین هیچ میزانی از الکل نیست که مصرف آن برای سلامتی مضر نباشد.
پژوهشگران معتقدند دلایل محکمی وجود دارد که نوشیدن الکل احتمال حداقل هفت نوع سرطان را افزایش می‌دهد که در این میان سرطان‌های دهان و گلو، حنجره، مری، کبد، روده کوچک و بزرگ و پستان بیشترین ارتباط را با نوشیدن الکل دارند. جنی‌کانر از دانشگاه اتاگو نیوزیلند می‌گوید از سال ۲۰۱۲ تا به حال الکل جان نیم میلیون نفر را به دلیل سرطان گرفته‌است، تقریباً شش درصد تمام موارد مرگ به علت سرطان در دنیا و در سال ۲۰۱۶ الکل هفتمین عامل مرگ و روزهای کاری از دست رفته بود (۲٫۲ درصد مرگ زنان و ۶٫۸ درصد مرگ مردان) اما در جمعیت ۱۵ تا ۴۹ ساله، الکل مهم‌ترین عامل مرگ است (۳٫۸ درصد مرگ زنان و ۱۲٫۲ مرگ مردان).
این تحقیق پذیرفته که نوشیدن متعادل الکل ممکن است فوایدی برای قلب داشته باشد اما مجموع خطراتی که الکل به همراه می‌آورد مثل سرطان و بیماری‌های دیگر فراتر از فواید آن است. طبق گفته مشاوران ارشد بهداشت و درمان دولت بریتانیا حداکثر مصرف الکل توصیه شده ۱۴ واحد الکل در هفته است.
به گفته دکتر مکس گریزولد سرپرست این تحقیق از دانشگاه واشینگتن، رابطه نزدیک الکل و سرطان، صدمات ناشی از نوشیدن الکل مثل تصادف و بیماری‌های عفونی چون سل خاصیت محافظتی الکل از بیماری‌های قلبی را بی‌اثر می‌کند.
این بررسی‌ها نشان داد که مصرف هر ۱۲٫۵ واحد الکل در هفته خطر سکته مغزی را تا ۱۴ درصد، نارسایی قلب را تا ۹ درصد، بیماری‌های مرگبار مرتبط با فشار خون بالا را تا ۲۴ درصد و آنوریسم آئورت کشنده را تا ۱۵ درصد افزایش می‌دهد.
دکتر آنجلا وود از دانشگاه کمبریج معتقد است، پیام اصلی تحقیق این است که اگر الکل می‌نوشید، کم کردن مصرفش احتمالاً عمرتان را طولانی‌تر می‌کند و کمتر با خطر بیماری‌های قلبی مواجه می‌شوید.

## دیدگاه ادیان

### دیدگاه مسیحیت
اولین معجزهٔ عیسی مسیح تبدیل آب به شراب است. در انجیل یوحنا آمده‌است که عیسی مسیح به همراه مادرش (مریم) به یک عروسی در قانا دعوت شده بودند. در آن عروسی شراب تمام می‌شود. عیسی دستور می‌دهد خمره‌ها را از آب پر کنند. او آب را به شراب تبدیل می‌کند عیسی در شام آخر نیز نان را به شاگردانش می‌دهد و می‌گوید: «بخورید، این بدن من است.» و جام را برمی‌دارد و شکرگزاری می‌کند و می‌گوید: «بنوشید این است خون من که به خاطر آمرزش گناهان ریخته خواهد شد» در آیین عشای ربانی نیز که امروزه به یاد شام آخر عیسی در تمام کلیساها برگزار می‌شود از شراب انگور یا آب انگور (برای زیر ۱۸ ساله‌ها) به مقدار کم استفاده می‌شود؛ اما با این حال از مست شدن و افراط در شراب‌خواری به عنوان گناه یاد شده‌است.
پولس رسول نیز می‌گوید:
مست شراب مشوید که شما را به هرزگی می‌کشاند؛ بلکه از روح پر شوید.— پولس رسول، کتاب مقدس، عهد جدید، افسسیان، فصل ۵، آیهٔ ۱۸

### دیدگاه اسلام
در اسلام نوشیدن تمام نوشیدنی‌های مست‌کننده از جمله شراب، حرام است. این نوشیدنی‌ها علاوه‌بر حرام بودن، نجس نیز هستند. تنها طبق نظر برخی از فقهای شیعه مانند سیستانی، فقط شراب نجس است و مایعات مست‌کنندۀ دیگر نجس نیستند، البته همچنان نوشیدن آن‌ها حرام است
درست است که این مایعات حرام‌اند اما برای حکم به نجاست آن‌ها دو شرط لازم است:
- اصل مادهٔ آن مایع باشد؛ (به همین دلیل شاه‌دانه و حشیش که با آب یا مایعات دیگر مخلوط می‌شود و به شکل مایع در می‌آید، نجس نیست اما بنا بر احتیاط واجب حرام هستند.)
- اصل مایع آن پیش از ترکیب شدن با مواد دیگر، مست‌کننده باشد؛ (پس اگر مایع مست‌کننده‌ای با چیز دیگر مخلوط شود و ترکیب آن مست‌کننده نباشد، نجس است.) 
اگر یکی از دو شرط بالا وجود نداشته باشد یا این که شک در وجود آن داشته باشیم حکم به طهارت می‌شود. تمامی انواع الکل‌ها (الکل صنعتی، الکل سفید و…) باید بر اساس دو شرط بالا مورد سنجش قرار گیرند، آنگاه حکم به نجاست یا پاکی آن‌ها شود.

در اسلام شامل شیعه و اهل سنت (دومذهب اسلام) تمام الکل‌های نوشیدنی نجس هستند و اگر لباس و بدن با آن‌ها آلوده شوند، باید تطهیر شوند. فقط الکل‌هایی که ذاتاً قابل شرب نیست یا جنبهٔ سمی دارد، نجس نیست و خرید وفروش آنها هم در اسلام حرام است حتی اگر مصرف نشود . . اما استفاده از الکلِ نجس در ضد عفونی کردن وسایل آزمایشگاهی، لوازم پزشکی، در تزریقات و سایر موارد اشکال ندارد ولی خوردن آن‌ها حرام است و همچنین اگر لباس و بدن با آن‌ها آلوده شود، باید آن را تطهیر کنند. ماءالشعیر طبی، پاک و خوردن آن نیز بی‌اشکال است.

## نوشیدنی‌های تقطیری
- عرق‌سگی
- ودکا
- ویسکی
- براندی
- تکیلا
- شامپاین

## برای مطالعهٔ بیشتر
- نوشیدن 'هر اندازه' الکل برای سلامتی مضر است